# 炎帝陵
炎帝传说本非信史，其确切的葬地难以考证，现在中国境内有多处炎帝陵，分别是炎陵炎帝陵（国保）、宝鸡炎帝陵、高平炎帝陵、商丘朱襄陵。
自宋代起，炎陵县炎帝陵成为历代中央政府认定的炎帝陵，见诸《宋會要輯稿》、《明會要》和《欽定大清會典》，并由皇帝委派官员致祭。中华人民共和国时期，炎陵县炎帝陵亦有江泽民、胡耀邦题名，并由国家邮政局发行《炎帝陵》邮票纪念。

## 湖南炎帝陵
湖南省株洲市炎陵县炎帝陵，国家重点文物保护单位，传汉代始祭，陵庙始建于宋太祖乾德五年。当时，寻得茶陵为炎帝陵，于是“立庙陵前，肖像而祀”。据《酃县志》载，西汉时此地就有炎帝陵。西晋皇甫谧撰《帝王世纪》称“（炎帝）在位一百二十年而崩，葬长沙”。成书更晚的南宋学者罗泌则在《路史》中详细写道：“（炎帝）崩葬長沙茶乡之尾，是曰茶陵。”

## 陕西炎帝陵
今陕西省宝鸡市相传为炎帝故里。《国语》、《竹书纪年》、《史记》和《帝王世纪》等古代典籍均记载炎帝出于姜水，而姜水当在现在宝鸡一带。宝鸡为炎帝故里，是中华民族的发祥地之一。远在5000年前的上古时期，以炎帝神农为首领的姜姓部落就生活在这里。炎帝部落以宝鸡为中心，沿渭河向四周扩展，向东发展到中原大地，此处土地平坦肥沃，气候湿润，原始农业得到长远的发展。部落开始定居，开始建都陈，再迁往鲁，建都曲阜，后来炎帝部落与南方的蚩尤发生战争，求助于黄帝部落在涿鹿大败蚩尤。以后炎黄两部落联盟形成了华夏民族的主体。后来，炎帝部落一部分南迁，足迹两湖，一部分仍留于黄河流域融合于其他氏族部落之中，仍奉炎帝为祖。
炎帝陵位于宝鸡市渭滨区神农镇境内的常羊山之上，为炎黄子孙寻根祭祖的主要场所。市区渭河南有浴圣九龙泉，泉上有唐建神龙祠。祠南蒙峪口的常羊山上，就有炎帝陵。近年来众多海内外同胞多次成批来宝鸡姜水流域寻根祭组，但祠陵已损毁失修；于是，当地在神农炎帝的出生、创业与丧葬之处重修神龙祠和炎帝陵，又在市中心建炎帝园，为炎黄子孙拜祖谒陵祭奠炎帝提供了场所。炎帝陵分为陵前区、祭祀区、墓冢区3部分。每年农历7月7日及清明节的炎帝祭日，海内外各界民众聚于炎帝陵及炎帝祠进行盛大的公祭仪式，共同拜祭炎帝。

## 山西炎帝陵
炎帝陵位于山西省晋城市高平市，是市级文物保护单位。

## 河南朱襄陵
朱襄陵位于河南省商丘市柘城县。炎帝出于神农氏，“朱襄氏”被认为是“炎帝神农氏”，故为炎帝陵。今为商丘市文物保护单位。